# Diacritus incompletus
Diacritus incompletus là một loài tò vò trong họ Ichneumonidae.